# 本都人
本都希腊人（土耳其語： or ）是安纳托利亚半岛东北部黑海沿海地区，使用希腊的旁狄希臘語，並信仰东正教的基督教徒（希腊人）。本都在希腊语中意思是「大海」，该地是克泽尔河到东部黑海海岸的一個區域。历史上首都於特拉比松（今特拉布宗）。
15世纪，隨著特拉比松帝国在奥斯曼帝国攻勢下滅亡，各希腊人居住地区大多数被穆斯林控制。至20世纪，穆斯林开始和當地亚美尼亚使徒教会信徒混雜居住，但自19世纪起，當地本都人已受希腊独立刺激，而開展本都的民族運動。
第一次世界大战期間，奥斯曼帝国领土上的黑海海岸被俄罗斯占领，如果沒有俄国革命，或可能在俄國支持下獨立。但是，这个区域的人口是不具備足夠的力量， 尤其在受到來自安卡拉的土耳其大国民议会政府（見土耳其獨立戰爭）的軍隊袭击和失败後，部分人逃往苏联，而另一方面，同时间希臘在安纳托利亚半岛西南爱琴海岸的战斗失敗，使希腊和土耳其停战后同意签署希臘土耳其人口互換协议 ，仍然在土耳其领土的东正教信徒和希腊人，被驱逐出境至希臘。到1965年，当时的特拉布宗仍然有共4,535名人民使用本都希臘語记录。

## 身份认同
21世纪的大多数本都人强烈认同自己为希腊人， 然而这种认同在历史上并非一成不变。在本都人散居海外之前，许多人并不认为自己是希腊人。一个族群由有共同血统或文化背景的人构成。 自我认同是归属于某一族群的重要部分。
本都人与其他希腊人有许多共同之处，例如他们讲罗米卡语，这是一种希腊语变体；他们传统上信仰希腊正教会，尽管土耳其的少数人是逊尼派伊斯兰教徒 。他们的烹饪传统也与其他民族相似，如与土耳其人一样烹饪（即库伊马克）和boortsog。他们还在文化上与拉兹人、波斯人与亚美尼亚人有交集，其文化的部分起源也可能可追溯至古安纳托利亚人。
“本都人”这一称呼本身较为新近。安东·波波夫（Anton Popov）写道：“安东尼·布赖尔（Anthony Bryer）指出，「19世纪初，一名本都基督徒会先自称为杜贝里特人、菲塔诺斯人或齐泰诺斯人，然后是苏丹的“罗马”（Rum）正教臣民；到了世纪末，他则开始自称为希腊人；1923年他离开本都之后，则称自己为本都希腊人。」波波夫在前苏联地区研究高加索希腊人。他访谈的大多数讲罗米卡语的受访者称自己为“罗梅伊”。他还提到，许多高加索希腊人是在前往希腊务工后才开始自称“本都人”的。
在奥斯曼时期，大多数本都希腊人并不将自己视为“希腊人”。尼尔·阿舍森（Neal Ascherson）在其著作《黑海》中写道：“在民族主义尚未兴起的时代，他们自认为何人？首先，他们不认为自己是「希腊人」，也不会认为自己与今所谓希腊的半岛与诸岛有何渊源。15世纪的特拉比松上层人士或许会互称「希腊人」（Hellenes），但这是一种文化修辞，而非民族定义。外人——不论是土耳其人或西欧人——都将他们与拜占庭帝国全体居民称为「罗姆人」（Rum），或「罗马人」（Roman），也即罗马帝国公民，他们以正教信仰而自成一类。一位本都土耳其人告诉布赖尔：“这里是罗马（Rum）之地……他们在这里说的是基督教徒的语言。” 这种认同与当时其他非知识分子的希腊人相似。
希腊民族主义直到19世纪希腊独立后，才逐渐传入本都地区。这一时期恰逢本都商业繁荣。阿舍森再度写道：“教师与课程从雅典而来，带来了新的希腊认同概念，将黑海正教徒社区与希腊‘民族’联系起来。” 他进一步说明希腊政府如何推动民族主义：“1844年，一位希腊议会发言人阐述这一新构建的民族认同：‘希腊王国不是整个希腊。它只是其中一部分，是最小、最贫穷的一部分。希腊人不只指王国的居民，也包括约阿尼纳、塞雷、阿德里安堡、君士坦丁堡、士麦那、特拉比松、克里特以及任何与希腊历史与希腊民族有关之地的人民。’” 刚建立的希腊王国在奥斯曼帝国设立领事馆以传播“大希腊主义”。尽管安纳托利亚人承认共同文化渊源，但大多数人并未参与复国运动。
支持大希腊主义的本都希腊人很少，只有部分民族主义者如尼科斯·卡佩塔尼迪斯支持此理念。即使在20世纪初，也极少有人主张本都独立或并入希腊。 究其原因尚不明确。本尼·莫里斯与德罗尔·泽埃维提出三种解释：政治意识薄弱、顺从伊斯兰霸权的传统，以及对屠杀与经济损失的恐惧。 一般而言，小亚细亚的希腊民族主义主要吸引“受过启蒙的自由派人士”，如医生、律师、作家与新兴中产阶级；而“旧希腊贵族、上层神职人员、教会显贵与富商”则持反对态度。
希腊的西马其顿地区，尤其是梅塔莫福西，仍有一些讲土耳其语的本都希腊人。 这些本都人信仰希腊正教，并表现出强烈的希腊民族认同。1923年希土人口交换后，尽管国家并未将其视为“民族威胁”，但他们中的许多人却将自己的语言视为一种“文化缺陷”，并希望摒弃之。历史学家兼心理学家斯塔夫罗斯·加夫里利迪斯（Stavros Iason Gavriilidis）认为，这一心态源自他们在希腊种族灭绝中所遭受的创伤。

## 历史

### 古代

希腊人在黑海（古称Euxine Sea）沿岸的殖民地，公元前8世纪至前3世纪

最早有记载的古代殖民地是位于古安纳托利亚北部沿岸的锡诺普，建于约公元前800年。锡诺普的殖民者来自爱奥尼亚的希腊城邦米利都。随着对黑海沿岸的殖民（这一地区在希腊人到来前称为“Pontos Axeinos”，意即“不友善之海”），其名称被改为“Pontos Euxeinos”（意为“友善之海”）。随着希腊人定居人数的显著增长，后续又在今土耳其、保加利亚、格鲁吉亚、俄罗斯、乌克兰与罗马尼亚的黑海沿岸建立了更多殖民地。

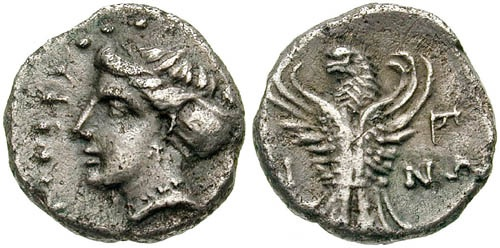
来自锡诺普的古希腊钱币，描绘一位宁芙的头部与展翅的本都鹰，公元前4世纪

特拉佩祖斯地区（后称特拉比松，今特拉布宗）曾被色诺芬在其名作《远征记》中提及，描述他与一万名希腊雇佣兵在协助小居鲁士反叛其兄阿尔塔薛西斯二世失败后，向黑海突围的经历。色诺芬提到，当他们看到大海高呼“海！海！（Thalatta! Thalatta!）”时，当地居民听得懂，因为他们也是希腊人。据称，他们已在该地生活逾三百年。 各殖民地之间以及与本都内陆的原住部族之间贸易频繁，特拉比松很快成为殖民地中的领导者，该区域也发展为本都希腊文化与文明的核心。一位著名的本地居民是菲萊泰羅斯（约公元前343年－前263年），他出生于黑海沿岸的小镇蒂厄（Tieion），有希腊血统的父亲， 后建立了阿塔利德王朝并创建了安纳托利亚的帕加马城。

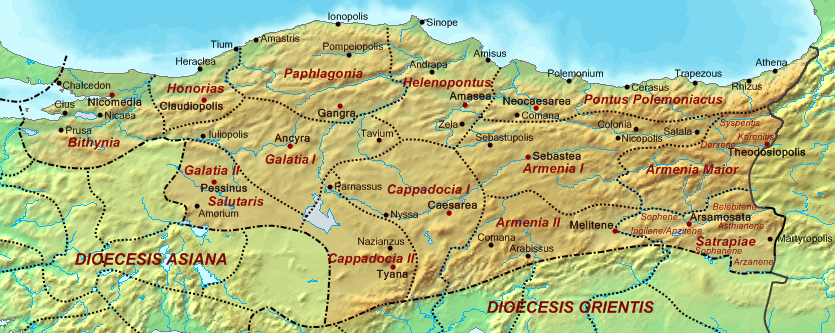
公元400年的本都管区（罗马帝国）

本都地区约于公元前281年被米特里达梯一世组织为王国，其家族源自弗里吉亚的阿里奥巴尔扎尼斯一世（Ariobarzanes），即统治希腊城市基乌斯的阿契美尼德王朝波斯人。他最著名的后裔是米特里达梯六世，公元前90年至前65年间与罗马共和国进行三场激烈的米特里达梯战争，虽最终失败，但被后人尊称为“大帝”。他自诩为希腊世界的捍卫者，对抗“野蛮”的罗马人，在其鼎盛时期王国版图扩展至比提尼亚、克里米亚与普罗蓬提斯（今乌克兰与土耳其部分地区），直至在第三次米特里达梯战争中覆灭。
尽管如此，本都王国以克里米亚为中心，改称博斯普鲁斯王国后，作为罗马附庸国存续至公元4世纪，最终败于匈人。本都其他地区并入罗马帝国，而山区内陆（如卡尔底亚）则在6世纪完全被纳入拜占庭帝国（即东罗马帝国）疆域。

### 中世纪
本都是科穆宁王朝的发源地，该王朝于1082年至1185年间统治拜占庭帝国，是帝国收复安纳托利亚的科穆宁复兴时期。1204年，在第四次十字军东征攻陷君士坦丁堡后，特拉比松帝国由亚历克修斯一世建立，他是亚历克修斯一世·科穆宁的后裔，后者是科穆宁王朝的开创者。特拉比松帝国由该王朝的新分支统治，该支系与阿克苏赫家族（Axouchos）联姻，初期君主自称“大科穆宁·阿克苏赫”（或 Afouxechos），阿克苏赫家族为拜占庭贵族，出自突厥血统，名人如约翰·阿克苏赫即出自其中。
该帝国存在了逾250年，最终于1461年被奥斯曼帝国的穆罕默德二世攻陷。然而，奥斯曼人花费了18年时间才完全镇压本都的希腊人抵抗。在这漫长的抵抗时期，许多本都希腊贵族与外族皇室联姻，尤其是中世纪俄罗斯、中世纪格鲁吉亚与萨非王朝，部分亦与黑羊王朝结盟，以谋求援助。许多地主与下层家庭“转化为土耳其人”，改用土耳其语与伊斯兰教，但往往为地下基督徒，至19世纪初又改宗为希腊正教。长期的奥斯曼统治直至希土人口交换前，被称为“图尔科克拉提亚”。
17–18世纪，随着称为德雷贝伊的土耳其贵族在黑海沿岸控制土地，许多沿海本都人迁往本都山脉，建立如杜曼勒（古名Santa）等村庄。
1461年奥斯曼征服至1828–29年第二次俄土战争期间，来自安纳托利亚东北的本都希腊人作为难民或经济移民（如矿工、牧民）迁至亚美尼亚与格鲁吉亚，逐渐形成高加索希腊人群体。
奥斯曼时期，一些本都希腊人改宗伊斯兰教并采用土耳其语，有时是自愿，为避免正教徒重税，或谋求政府与军职仕途（特别是在废除德夫希尔梅制度后）。但也可能是因战争与中央压力所迫，尤其是俄土战争期间部分希腊人曾协助俄军，如在罗马尼亚公国、特拉比松与一度成为俄罗斯高加索地区一部分的边境地区。

### 近代
至1920年代，大量（约占人口25%）的基督教本都希腊人仍生活在本都地区（包括今土耳其东北的特拉布宗与卡尔斯，以及俄罗斯高加索），直到1990年代，仍保留自身风俗与本都希腊语方言。
1913年至1923年间，奥斯曼帝国政府试图驱逐或屠杀安纳托利亚的本土基督教居民，包括本都希腊人。该种族灭绝最初由三帕夏政府实施，随后由穆斯塔法·凯末尔领导的叛军政府继续执行。 不同学者对死亡人数的估计略有差异，大多数估计本都希腊人死亡人数为30万至36万人之间。 部分著名受害者包括马泰奥斯·科菲迪斯与尼科斯·卡佩塔尼迪斯。许多人在阿马西亚审判期间被处决； 其他人则遭遇屠杀，或被强迫送入苦役营，直至死亡，还有人被迫踏上通往内陆的死亡行军。 强奸现象（主要针对本都女性）也十分普遍。
1923年，根据《洛桑条约》进行的希土人口交换，尚存于土耳其的本都希腊人被强制迁往希腊。作家尼尔·阿舍森在其著作《黑海》中写道：
|  | 在塔克西姆广场出售的土耳其导游手册这样记载1923年“大灾难”：‘共和国成立后，居住在本地区的希腊人回到了他们自己的国家……’自己的国家？回去？他们在本都居住了近三千年。他们的本都希腊语方言，甚至在20世纪的雅典人看来都无法理解。 |

根据1928年希腊人口普查，共有240,695名本都希腊难民在希腊安置：其中11,435人来自俄罗斯，47,091人来自高加索，182,169人来自安纳托利亚的本都地区。
而在土耳其，随着隐藏的亚美尼亚人身份的揭示，也让本都社区逐渐受到更多关注。据估计当今土耳其仍可能有多达34.5万名本都希腊人后裔。

## 名人
- 斯特拉波
- 锡诺普的第欧根尼
- 埃瓦格里烏斯·龐帝古斯
- 伊利亞斯·伊利亞季斯

## 关聯项目
- 本都王国